# Wilhelm Dittmann
Wilhelm Dittmann (Eutin, 13 novembre 1874 – Bonn, 7 agosto 1954) è stato un politico tedesco.

## Biografia
Da giovane intraprese la professione di carpentiere, che lo avvicinò agli ambienti socialdemocratici influenzato dalle idee di Ferdinand Lassalle e August Bebel. A Bremerhaven fu redattore della rivista del Partito Socialdemocratico di Germania e presidente della sezione locale, poi nel 1904 divenne segretario di partito a Francoforte sul Meno, dove ricoprì anche l'incarico di consigliere comunale.
A Solingen fu caporedattore della rivista Bergische Arbeiterstimme, poi nel 1912 venne eletto al Reichstag in rappresentanza della circoscrizione di Remscheid-Lennep-Mettmann, dove si oppose ai revisionisti veicolando invece le idee dei radicali.
Nel 1918 venne arrestato per aver preso parte alla rivolta spartachista a Berlino e condannato inizialmente a 5 anni e 2 mesi di reclusione, tuttavia venne scarcerato il 15 ottobre dello stesso anno. Dal 1920 al 1933 sedette al neocostituito Reichstag della Repubblica di Weimar, distinguendosi come delegato del Partito Socialdemocratico Indipendente di Germania (USPD) per le relazioni di partito con la terza Internazionale Comunista. Inoltre, dopo l'assassinio di Walther Rathenau avvenuto nel 1922, cercò di fondere il suo partito con quello socialdemocratico (SPD).
Con l'ascesa al potere del nazionalsocialismo esiliò in Svizzera, per poi far ritorno in patria nel 1951, dove lavorò negli archivi del Partito Socialdemocratico fino al 1953.